# Bulbophyllum smitinandii
Bulbophyllum smitinandii är en orkidéart som beskrevs av Gunnar Seidenfaden och Thorut. Bulbophyllum smitinandii ingår i släktet Bulbophyllum och familjen orkidéer. Inga underarter finns listade i Catalogue of Life.

## Bildgalleri

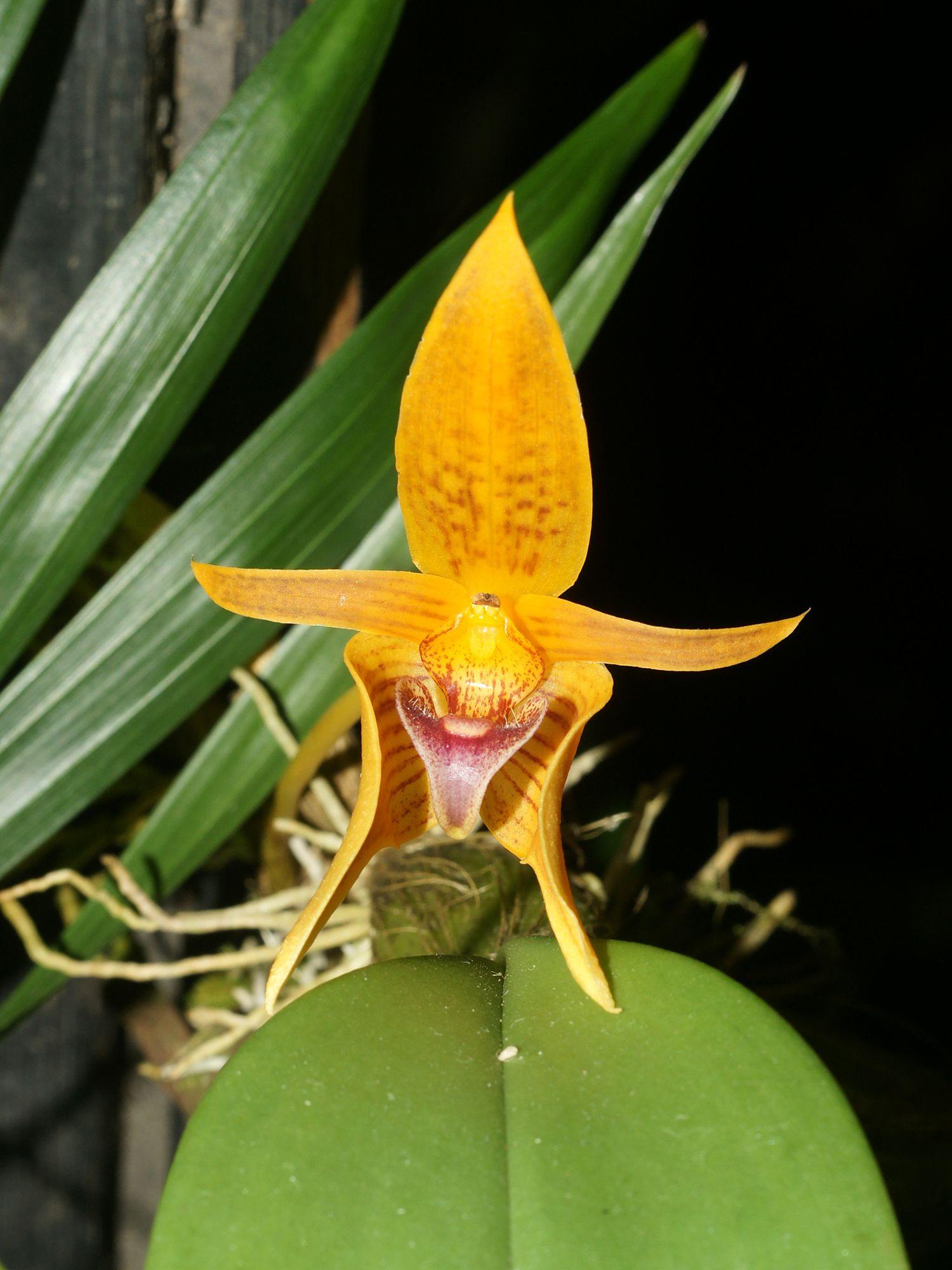